# Jan Tratnik
Jan Tratnik (n. 23 februarie 1990, Ljubljana, Republica Socialistă Slovenia, RSF Iugoslavia) este un ciclist profesionist sloven, care concurează în prezent pentru Visma–Lease a Bike, echipă licențiată UCI WorldTeam.

## Rezultate în Marile Tururi

### Turul Italiei
4 participări
- 2017: locul 106
- 2020: locul 62, câștigător al etapei a 16-a
- 2021: locul 70
- 2022: nu a terminat competiția

### Turul Franței
2 participări
- 2019: locul 93
- 2022: locul 72

### Turul Spaniei
2 participări
- 2021: locul 94
- 2023: locul 38